# Mistrzostwa Polski w Badmintonie 2009
45. Mistrzostwa Polski w badmintonie odbyły się w Suwałkach w dniach 29-31 stycznia 2009 roku. Na starcie stanęła cała czołówka najlepszych zawodników, zabrakło jedynie olimpijki Nadieżdy Kostiuczyk (SKB Litpol-Malow Suwałki). W ciągu trzech dni rozegranych zostało w Hali Sportowej OSiR Suwałki blisko 130 meczów.

## Klasyfikacja medalowa
| Konkurencja:            | Złoto:                                                                                       | Srebro:                                                                             | Brąz: |
| gra pojedyncza kobiet   | Kamila Augustyn (SKB Piast Słupsk)                                                           | Ewa Jarocka (UKS Hubal Białystok)                                                   | Angelika Węgrzyn (LKS Technik Głubczyce) Dorota Grzejdak (LUKS Badminton Choroszcz)                                                                                |
| gra pojedyncza mężczyzn | Przemysław Wacha (LKS Technik Głubczyce)                                                     | Rafał Hawel (LKS Technik Głubczyce)                                                 | Łukasz Moreń (SKB Litpol Malow Suwałki) Hubert Pączek (AZS AGH Kraków)                                                                                             |
| gra podwójna kobiet     | Małgorzata Kurdelska (SKB Litpol Malow Suwałki) Agnieszka Wojtkowska (LKS Technik Głubczyce) | Monika Bieńkowska (KS Masovia Płock) Angelika Węgrzyn (LKS Technik Głubczyce)       | Ewa Piotrowska (UKS Hubal Białystok) Edyta Tarasiewicz (UKS Hubal Białystok) Barbara Kulanty (AZS AGH Kraków) Katarzyna Wójcik (AZS AGH Kraków)                    |
| gra podwójna mężczyzn   | Michał Łogosz (SKB Litpol Malow Suwałki) Robert Mateusiak (SKB Litpol Malow Suwałki)         | Rafał Hawel (LKS Technik Głubczyce) Przemysław Wacha (LKS Technik Głubczyce)        | Łukasz Moreń (SKB Litpol Malow Suwałki) Michał Rogalski (LKS Technik Głubczyce) Jerzy Dołhan (LKS Technik Głubczyce) Mateusz Szałankiewicz (LKS Technik Głubczyce) |
| gra mieszana            | Robert Mateusiak (SKB Litpol Malow Suwałki) Kamila Augustyn (SKB Piast Słupsk)               | Michał Łogosz (SKB Litpol Malow Suwałki) Natalia Pocztowiak (LKS Technik Głubczyce) | Damian Pławecki (AZS AGH Kraków) Monika Bieńkowska (KS Masovia Płock) Wojciech Szkudlarczyk (LKS Technik Głubczyce) Agnieszka Wojtkowska (LKS Technik Głubczyce)   |